# Poise
El poise (símbol: P) és la unitat de viscositat dinàmica del sistema cegesimal d'unitats:
1 poise (P) ≡ 1 g · (s · cm) -1 ≡ 1 dina · s · cm-2 ≡ 0,1 Pa · s
Aquesta unitat va rebre el nom en honor del fisiòleg francès Jean-Louis-Marie Poiseuille.
Sol utilitzar-se amb el prefix centi-: centipoise (símbol: cP o cps), equivalent a un milipascal segon (mPa · s).